# Danos

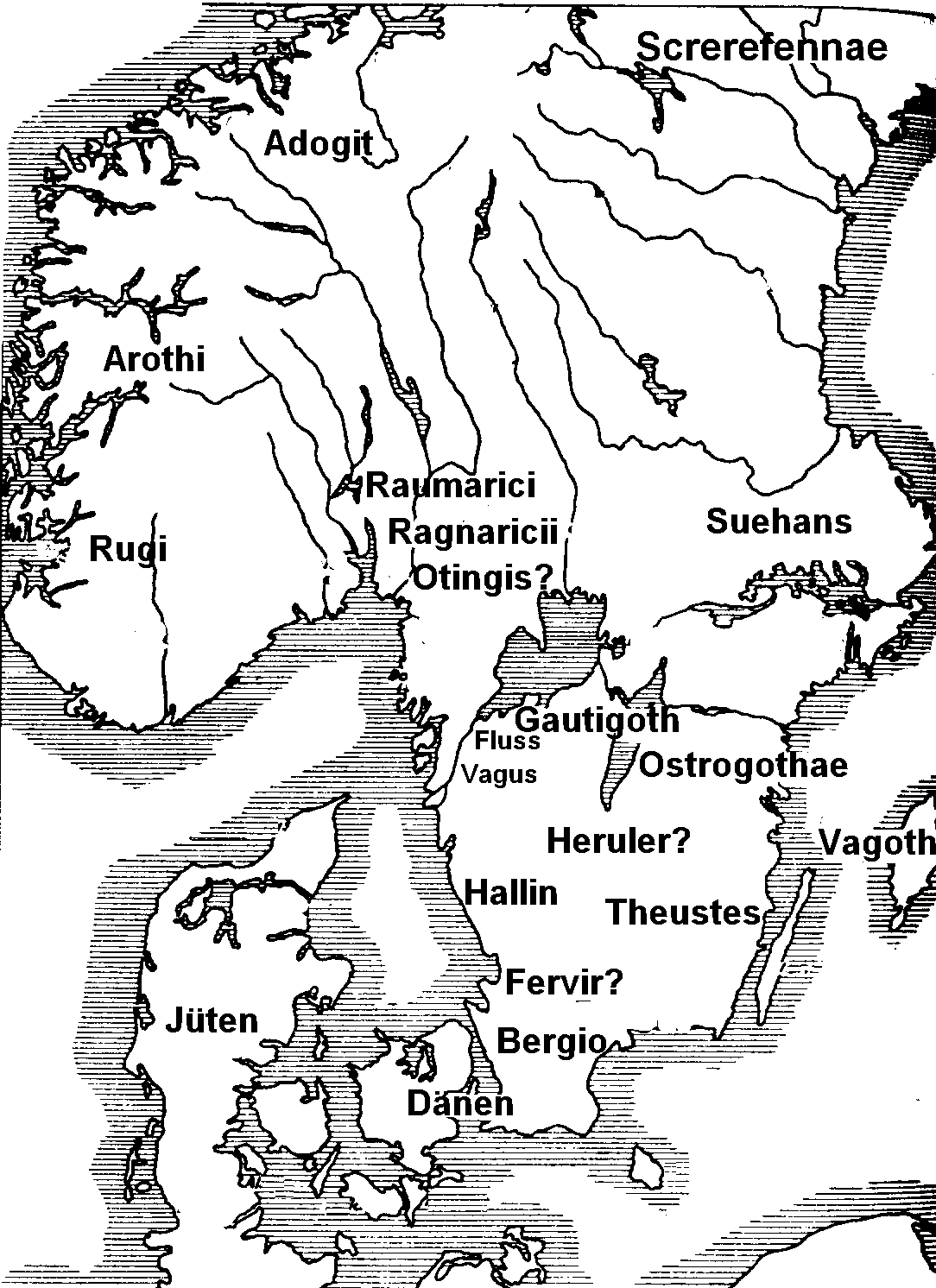
Mapa da Escandza, colocando os Danos nas grandes ilhas dinamarquesas

Os danos (em latim: dani) eram uma tribo germânica setentrional que vivia na região das ilhas da Dinamarca (e, posteriormente, na Jutlândia), assim como na Terra da Escânia, no sul da Suécia.  Entre os séculos VI e XV, o termo "danos" (daner) designava toda a população da Dinamarca. A partir do século XV passou a ser usado o termo "dinamarqueses" (danskerne).
Os Danos foram mencionados como dani na Gética do historiador godo Jordanes no século VI e como danoi pelo historiador grego Procópio de Cesareia no século VI. Em sua descrição de Escandza, Jordanes afirma que os danos eram da mesma linhagem dos suécidos (suíones, Suithiod?) e teriam expulsado os hérulos, de cujas terras então se apossaram.
O historiador dinamarquês Sueno, do século XII, contribuiu para a controvérsia do tema ao atribuir ao mítico rei Dano a origem do nome dos danos. Poemas em inglês antigo como Widsith e Beovulfo, e obras de autores escandinavos posteriores, como Saxão Gramático (c. 1200), fornecem algumas referências sobre os danos.[carece de fontes?]